# Kullervo Manner
Kullervo Achilles Manner, född 12 oktober 1880 i Kumo, död 15 januari 1939 i Uchta-Petjora, var en finländsk journalist och politiker. Han var riksdagens talman 1917, Finlands Socialdemokratiska Partis ordförande 1917–1918, det Röda Finlands statsminister mellan januari och april och en grundande medlem av Finlands kommunistiska parti 1918 och dess partiledare 1920–1935.

## Före år 1918
Manner föddes i Kumo, där hans far, senare kyrkoherde i Vambula och dekan, Gustaf Manner, vid tidpunkten var kaplan. Hans mor var Alma Irene Limón, dotter till Kivijärvis kyrkoherde Johannes Verner Limón. Landshövdingen och högerpolitikern Arvo Manner var Kullervo Manners bror.. En annan bror Lahja Johannes (Junno) Manner studerade juridik, var medlem av revolutionsdomstolen och avrättades i maj 1918 efter inbördeskriget. En tredje bror, Veikko Manner, arbetade för Folkdelegationen och hamnade i Sveaborgs fångläger, men överlevde.
Efter att han tagit studenten år 1900 studerade Manner grekisk-romersk filosofi vid Helsingfors universitet. Han arbetade i Borgå som journalist för den borgerliga tidningen Uusimaa 1900–1905 och som redaktionssekreterare 1905–1906, men gick med i socialdemokraterna efter storstrejken 1905, och fick sparken i augusti 1906. Samma år grundade han tidningen Työläinen, som han även var redaktör för fram till 1909. Han dömdes till sex månaders fängelse för landsförräderi till följd av en artikel som han skrivit i tidningen. Manner anses ha stått för en hård vänsterpolitik, trots sin borgerliga bakgrund.
Manner flyttade år 1910 till Helsingfors för att jobba på tidningen Työmies redaktion och skrev i den även efter att han valts till lantdagsledamot. Manner hörde till SDP:s "borgholmare", och han valdes till ordförande för Helsingfors och Nylands partidistrikt. Manner var SDP:s lantdagsledamot för Nylands läns valdistrikt 1910–1914 och 1917 och hörde till partikommittén 1911–1913. Han blev känd i lantdagen som en begåvad talare som under den första tiden särskilt fokuserade på Finlands rättsstrid.
Manner gifte sig med Olga Arjanne (fram till 1906 Seger) den 26 oktober 1908 i Borgå magistrat. De arbetade från 1906 samtidigt i tidningen Työläinens redaktion, och bodde i huset där redaktionen låg.
År 1917 när lantdagen – där SDP då hade egen majoritet – samlades efter flera års paus valdes Manner till dess talman. Han hade även tidigare samma år valts till partiledare för SDP efter Matti Paasivuori för ungefär tio månader sedan. Den viktigaste händelsen under hans talmanskap var godkännandet av maktlagen i juni 1917. Manner blev också högerns självständighetsaktivisters hjälte när han avslutade en riksdagssittning genom att hurra för "ett fritt Finland", detta var dock Lucina Hagmans förslag. När den ryska provisoriska regeringen lyssnade på Finlands konservativa och upplöste lantdagen blev Manner för en tid "grundlagsrörelsens" ledare. Han vägrade lyssna på upplösningsordern och sammankallade riksdagen ändå, men ryska gendarmer blockerade vägen till Heimolahuset. Senare på hösten samlades "Manners riksdag", eller snarare de riksdagsledamöter som stöttat maktlagen, fortfarande i demonstrationssyfte, men i praktiken godkände man ett nyval i brist på andra alternativ. När SDP sedan förlorade sin majoritet i valet hävdade socialdemokraterna att Manners riksdag fortfarande var den enda lagliga riksdagen, varpå revolutionsplaneringen började kännas rättfärdigat. Manner bytte nu sida från laglighetens försvar till revolutionen. Före det hann han delta i Finlands självständighetsprocess genom att föreslå ett erkännande av landets självständighet till Lenin.

## Aktivitet under inbördeskriget
När det finska inbördeskriget börjat utnämndes Manner den 28 januari 1918 till folkdelegationens, den röda regeringens, ordförande. Samma år, den 10 april, reformerade de röda hela sin militära och politiska administration och Manner utnämndes till det röda Finlands ledare och röda gardets överbefälhavare med diktatoriell makt. I praktiken hade han inte särskilt stor makt, varken som röda Finlands statsminister eller som militärdiktator, eftersom organisationen bland trupperna inte var särskilt bra. Folkdelegationen regerade genom kungörelser, som ofta aldrig blev verklighet. När förlusten verkade definitiv flydde Manner med de andra medlemmarna av folkdelegationen till Ryska SFSR den 25 april.

## I Sovjetunionen
Manner var med och grundade Finlands kommunistiska parti i Moskva i augusti 1918, och han blev partiets andra partiledare efter Yrjö Sirola år 1920 och medlem i Kominterns verkställande kommitté. Han var på 1920-talet flera gånger i Sverige i partiärenden.
I FKP:s partiledning personifierades Manner av strikta renläriga teorier och kommandon, som ofta ansågs vara omöjliga och besvärliga av kommunisterna i Finland. Han hade flytt till Ryssland med sin fru Olga Manner, men äktenskapet hamnade i kris när han på 1920-talet flyttade ihop med sin älskarinna, Hanna Malm. Malms extrema linje bröt parets relation till Sirola och Otto Ville Kuusinen.
Manner stred under åren, särskilt med Kuusinen, om partiledarskapet och partilinjen inom FKP. På 1920-talet verkade han ha övertaget, men situationen vände på 1930-talet när oförmågan att hindra Lapporörelsens framfart kunde skyllas på Manner och Malm. Malm angrep partistyrelsen och straffades hårt genom deportation till Uchta. Hon drog även med sig Manner ner i avgrunden, eftersom denne inte tillräckligt hårt distanserat sig från sin livspartners aktioner. Men Manners nedförsbacke började på riktigt när den svenska polisen i september 1929 hittade hans väska, som innehöll känsligt material, i lägenheten där han och Malm bodde. Pappren innehöll täcknamn som kunde kopplas till finska kommunister. Kopior av pappren kom att hamna i Detektiva centralpolisens arkiv under namnet "Manners arkiv". I FKP:s interna utredning av ärendet tvingades paret att erkänna sitt ansvar för oaktsamheten, varpå de fick en allvarlig tillsägelse. Manners hälsa, vilket framgick av hans utmattning.
Manner avsattes från sina viktigaste uppdrag i maj 1934. Han arbetade fortfarande som Kominterns representant för Latinamerikanska ärenden tills han uteslöts ur partiet och arresterades i juni 1935, och han dömdes till tio års tvångsarbete. Under en skenrättegång hävdades det att han samarbetat med finska fascister. Manner skickades till Uhtpetsh arbetsläger, ett område på en miljon kvadratkilometer i Uchta-Petjora i Komi delrepublik. Malm, som fått samma straff, skickades till Solovetskijklostret, där hon senare dränkte sig i ån. Alla Manners verk förbjöds 1937.
Manner levde, precis som den övriga kommunistiska eliten i Sovjetunionen, ett privilegierat liv, i vilket det enligt Lackman hörde "ett passande avstånd från pöbeln". Manner köpte sina kostymer i Sverige, ibland även genom smuggling, han hade två plånböcker, "en finare och en sämre", och ett dokument som gav rätt till köp i en bokaffär för inre cirkeln. Hans första fru Olga Arjanne beskyllde finska kommunister för småborgerlighet.

## Fångenskap och död
I Uhtpetsh arbetsläger borrades det efter olja, vidarebehandlades det oljeprodukter och grävdes det fram stenkol och radium. Manner beskrevs som en perfekt arbetare och han godkändes som "attackarbetare". Manner dog i arbetslägret den 15 januari 1939, enligt dödsbeviset av lungtuberkulos. Enligt professor Aleksandr Popov ska den riktiga dödsanledningen vara strålsjuka som uppkommit när Manner haft kontakt med radiumvatten. Manner begravdes i byn Tshbju, nära Uchta. Kullervo Manner är, tillsammans med Oskari Tokoi, den enda av Finlands riksdags talmän som inte dött i Finland och inte begravts i Finland.
Manner gottgjordes officiellt i Sovjetunionen år 1962. Eftersom det inte fanns någon exakt information om Manners sista tid förrän Sovjetunionen splittrades och Moskva-arkiven öppnades på 1990-talet, så förklarades han officiellt död i Finland den 7 september 1971. Hans officiella dödsdatum sattes då till den 1 januari 1971.

## Korrespondens
Kullervo Manners och Hanna Malms korrespondens från 1930-talet publicerades år 1997 under namnet Kära, dyrbara kamrat.

## Verk
- Finlands Socialdemokratiska Partis Rapport: Partiets organisation och utveckling; skriven av Ivan Hörhammer och Kullervo Manner. Helsingfors 1912 (broschyr)
- Är revolutionen död? Brev till Finlands arbetare. De finska kommunisternas seriepublikation nummer 14. Finlands kommunistiska partis centralkommitté, Sankt Petersburg 1918 (broschyr, 30 sidor)
- Om bondefrågan i Finland. Finlands kommunistiska partis centralkommitté, Stockholm 1924 (broschyr, 46 sidor)
- Valets ABC. Finlands kommunistiska partis centralkommitté 1924 (broschyr, 51 sidor)
- Drag från Finlands statliga situation: ett tal vid Leningrads finska upplysningshus på den 30 december 1929. Finlands kommunistiska partis centralkommitté 1929 (broschyr, 51 sidor)
- Faktan talar. Finlands kommunistiska parti 1930 (broschyr, 46 sidor)
- Finlands revolution 1918; skriven av O. W. Kuusinen, Lauri Letonmäki, K. Manner. Marxist-Leninistiska grupperna, Helsingfors 1973 (107 sidor)
- Kära dyrbara kamrat: Kullervo Manners och Hanna Malms korrespondens 1932–1933; redigerad av Jukka Paastela och Hannu Rautkallio. WSOY 1997

## Översatta verk
- Karl Kautsky: Metodströmningar i Tysklands socialdemokrati. Arbetarnas tidning, Helsingfors 1911 (broschyr, 48 sidor)